# William Wynne-Jones, Baron Wynne-Jones
William Francis Kenrick Wynne-Jones, Baron Wynne-Jones (* 8. Mai 1903 in Indien; † 8. November 1982) war ein britischer Chemiker, Hochschullehrer für Physikalische Chemie und Politiker der Labour Party, der 1964 als Life Peer aufgrund des Life Peerages Act 1958 Mitglied des House of Lords wurde.

## Leben

### Studium, Forschungsaufenthalte und Lecturer
Wynne-Jones absolvierte nach dem Besuch der Monkton Combe School in Bath ein Studium der Chemie am University College of Wales in Aberystwyth und wurde nach Abschluss des Studiums Mitarbeiter im Laboratorium des Balliol College und des Trinity College der University of Oxford. Dort arbeitete er als Assistent von Harold Hartley an der Leitfähigkeit von Säuren in Methanol- und Ethanol-Lösungen. Anschließend wechselte er an die University of Bristol, wo er Mitarbeiter in der von James William McBain geleiteten Arbeitsgruppe für Oberflächenchemie wurde. Bereits während seines Studiums wurde er durch seine Bekanntschaft mit John Strachey Mitglied der Labour Party.
Mit finanzieller Unterstützung durch ein internationales Forschungsstipendium arbeitete er zwischen 1927 und 1929 am Lehrstuhl von Johannes Nicolaus Brønsted an der Universität Kopenhagen. Sein Interesse für physikalische Chemie war nicht nur durch den Kontakt mit Brønsted geprägt, sondern maßgeblich auch durch andere britische Gastforscher wie Ronald „Ronnie“ Percy Bell und Edward A. Guggenheim. An der Universität Kopenhagen begann auch sein Interesse für Kinetik, sein späteres Hauptforschungsgebiet.
Nach Beendigung seiner Tätigkeit an Universität Kopenhagen wurde er 1929 Lecturer für Chemie an der University of Reading und lehrte dort bis 1938. Während dieser Zeit arbeitete er 1934 für ein Jahr als Gastwissenschaftler (Leverhulme Research Fellow) in dem von Hugh Stott Taylor geleiteten Laboratorium der Princeton University und befasste sich dort überwiegend mit der ionischen Dissoziation von schwerem Wasser.

### Hochschullehrer und Oberhausmitglied
1938 erfolgte seine Berufung zum Professor und Inhaber des Lehrstuhls für Chemie am University College Dundee, das zu der Zeit zur University of St Andrews gehörte. Dort setzte er zusammen mit D. H. Everett seine Arbeiten zur Dissoziation von Säuren fort.
Während des Zweiten Weltkrieges arbeitete Wynne-Jones zusätzlich neben seiner Lehrtätigkeit in Dundee zwischen 1943 und 1945 als Leiter der Chemischen Abteilung des Royal Aircraft Establishment (RAE) in Farnborough. Dort entwickelte er sein Interesse für Speicherbatterien und Raketentreibstoffe.
Nachdem er 1947 zum Professor für physikalische Chemie an dem damals zur University of Durham gehörenden King’s College in Newcastle upon Tyne wurde, setzt er seine Arbeiten in den Bereichen Speicherbatterien und Raketentreibstoffen fort und baute die anfangs gering ausgestattete Abteilung zu einer umfangreichen Forschungseinrichtung insbesondere auf dem Gebiet der Elektrochemie aus und verstärkte in der Folgezeit auch die bereits bestehenden Beziehungen zur lokalen Industrie. Durch diese industriellorientierten Projekte stieg auch die finanzielle Forschungsförderung. Später war er auch Direktor der in Newcastle ansässigen Nördlichen Kohleforschungslaboratoriener sich  (Northern Coke Research Laboratories) und leistete mit H. E. Blayden wichtige Beiträge auf dem Gebiet der wissenschaftlichen Kohlenforschung.
Durch ein Letters Patent vom 17. Dezember 1964 wurde er aufgrund des Life Peerages Act 1958 als Life Peer mit dem Titel Baron Wynne-Jones, of Abergele in the County of Denbighshire, in den Adelsstand erhoben und gehörte damit bis zu seinem Tod dem House of Lords als Mitglied an. Als solcher engagierte er sich auch als wissenschaftlicher Berater der Labour Party für Nuklear-, Treibstoff- und Energiepolitik.
Baron Wynne-Jones war zwischen 1965 und 1968 auch Pro-Vizekanzler der aus dem King’s College 1963 entstandenen Newcastle University. Zugleich engagierte er sich für den Ausbau der Hochschulen in North East England wie beispielsweise beim Rutherford College of Technology, das 1969 zum Newcastle Polytechnic ausgebaut und mittlerweile als Northumbria University 1992 Universitätsstatus erhielt. Wynne-Jones bekleidete von 1976 bis zu seinem Tod 1982 die Funktion des Kanzlers des Newcastle Polytechnic.
Neben seiner Mitgliedschaft im Oberhaus engagierte er sich in der Nordatlantischen Versammlung, der Parlamentarischen Versammlung der NATO und war zwischen 1973 und 1977 Vorsitzender des Ausschusses für Wissenschaft und Technik sowie des Ausschusses für Nuklearenergie dieser Versammlung.

## Veröffentlichungen
- The activity of hydrogen-ion in aqueous solutions of hydrogen fluoride, Mitautor Lawson John Hudleston,  Journal of the Chemical Society, 1924, 125[2]
- Hydrogen-bonded solvent systems, 1968